# Estadi 974
L'Estadi 974 (àrab: استاد 974, Istād 974), anteriorment Estadi Ras Abu Aboud (àrab: استاد راس أبو عبود, Istād Raʾs Abū ʿAbūd), és un estadi de futbol a Ras Abu Aboud, Doha, Qatar. Inaugurat el 30 de novembre de 2021, és un lloc temporal que albergarà partits durant la Copa Mundial de Futbol de 2022, després d'això serà desmuntat.

## Disseny i construcció
El concepte de l'estadi va ser dissenyat per Fenwick Iribarren Architects. L'estadi està construït en un lloc davant del mar de 450.000 metres quadrats i està situat en un promontori artificial. Té un disseny modular i incorpora 974 contenidors d'enviament reciclats en homenatge a la història industrial del lloc i el codi de marcatge internacional per a Qatar (+974). Alguns dels contenidors tenen els serveis de l'estadi, com ara banys i concessions. Els contenidors d'enviament i els seients utilitzats per l'estadi s'han de desmantellar més tard i s'han de proporcionar com a assistència als països subdesenvolupats de l'Àfrica; és la primera seu temporal a la història d'una Copa Mundial de la FIFA.
L'estadi és un dels vuit que s'estan transformant pel torneig. El procés d'adquisició per a la conversió de l'estadi va començar el 2017. La construcció de l'estadi va involucrar HBK Contracting Company (HBK), DCB-QA, Time Qatar, Fenwick Iribarren Architects (FI-A), Schlaich Bergermann Partner i Hilson Maron.
L'estadi va rebre una qualificació de quatre estrelles del sistema d'avaluació de la sostenibilitat global (GSAS).

## Història
L'estadi es va anunciar inicialment amb el nom d'Estadi Ras Abu Aboud. Durant un esdeveniment de llançament el 20 de novembre de 2021, el lloc va passar a anomenar-se oficialment Estadi 974.
Va albergar el seu primer partit el 30 de novembre de 2021 el dia inaugural de la Copa Àrab de la FIFA 2021, entre els Emirats Àrabs Units i Síria.

## Partits de la Copa del Món de Futbol de 2022
L'Estadi 974 albergarà set partits durant la Copa Mundial de Futbol de 2022 :
| Data                   | Hora  | Equip 1         | Resultat | Equip 2        | Ronda            | Assistència |
| ---------------------- | ----- | --------------- | -------- | -------------- | ---------------- | ----------- |
| 22 de novembre de 2022 | 19:00 | Mèxic           | –        | Polònia        | Grup C           |             |
| 24 de novembre de 2022 | 19:00 | Portugal        | –        | Ghana          | Grup H           |             |
| 26 de novembre de 2022 | 19:00 | França          | –        | Dinamarca      | Grup D           |             |
| 28 de novembre de 2022 | 19:00 | Brasil          | –        | Suïssa         | Grup G           |             |
| 30 de novembre de 2022 | 22:00 | Polònia         | –        | Argentina      | Grup C           |             |
| 2 de desembre de 2022  | 22:00 | Sèrbia          | –        | Suïssa         | Grup G           |             |
| 5 de desembre de 2022  | 22:00 | 1er lloc grup G | –        | 2n lloc grup H | Vuitens de final |             |